# ふなつ一輝
ふなつ 一輝（ふなつ かずき、1973年11月29日 - ）は、日本の漫画家。男性。
大阪府東大阪市出身。
代表作に『華麗なる食卓』、『妖怪少女 -モンスガ-』、『すんどめ!!ミルキーウェイ』（いずれも集英社刊）がある。また、ペンネームとして別名義のふなつ かずきも使用する。

## 来歴
子供の頃から絵を描いており、小学校5年生頃に『週刊少年ジャンプ』に出逢ったことで、漫画家を志すようになる。
東大阪市立日新高等学校在学中に『週刊少年ジャンプ』に漫画作品を投稿し、最終候補に残る。高校卒業後、製版会社に6年間勤める。
1997年、「ふなつ一輝」のペンネームで『週刊ヤングジャンプ』月例ヤングジャンプ新人賞（現：MANGAグランプリ）に投稿した「漆黒のレムネア」が準入選を果たす。1998年、『増刊ヤングジャンプ漫革』Vol.5に「漆黒のレムネア」が掲載されて商業デビュー。1999年6月末に上京し、高橋幸慈の下でアシスタントを始める。
2001年、『週刊ヤングジャンプ』7号よりカレーを題材とした料理漫画「華麗なる食卓」の連載を開始し、同誌2013年2号で完結。単行本全49巻の長期連載となる。
2012年、『週刊ヤングジャンプ増刊 アオハル sweet』に掲載した読切漫画「もももけmini」で、初めて「ふなつかずき」のペンネームを使用。「華麗なる食卓」連載終了後はペンネームを「ふなつかずき」に統一した。
2017年、自身のTwitterでイラストシリーズ「土下座で頼んでみた」を不定期に発表。同年12月および翌2018年8月のコミックマーケットで、同人サークル「土下座屋さん」で参加し、「土下座で頼んでみた」の自主制作同人誌を頒布した。また、KADOKAWAより商業単行本も出版され、さらにライトノベル化とアダルトビデオメーカーでからイメージビデオ化、テレビアニメ化などのメディアミックスが行われた。
2020年、『ウルトラジャンプ』4月号より、伝統派空手を題材にしたスポーツ漫画「瞬きより迅く!!」を連載開始。

## 作風
女性キャラの胸の露出、パンチラやヌードといったエロチックな描写、過激なセックス描写が多数見られるのが特徴。例外として「瞬きより迅く!!」を執筆するにあたり、実際に空手を習っている（いた）人にも読めるよう配慮し、これらのエロチック描写を封印している。
空手少女が漫画内によく登場しており、ふなつ自身は「強くて可愛い女の子が好きなんでしょうね」と述べている。

## 人物
- 好きな漫画家は大暮維人、麻宮騎亜、松本嵩春など。デビュー前は彼らに憧れて『ウルトラジャンプ』へ行きたかったが、その当時のウルトラジャンプはヤングジャンプの増刊誌扱いであり、独立した漫画雑誌ではなったため、やむなく『ヤングジャンプ』に漫画を持ち込む。そしてそのまま『ヤングジャンプ』でのデビューに至ったという経緯がある[4]。
- いわゆる「アメ車」（アメリカ製の自動車）が好きで「華麗なる食卓」に登場するキャラクター「国東心」のTシャツに埼玉のアメ車専門店のロゴを載せたこともある。本人も2004年にアメ車を購入し、愛車はシボレー・アストロのスタークラフト・ハイルーフ仕様。他に、オートバイも好んでおり、ヤマハ・ドラッグスター（DS4）を愛車としていた。[要出典]
- 現在はハマーH2と[6]2020 ハーレーダビッドソン ストリートボブが愛車[7]。
- 伝統派空手を習っている。元は長女が「空手を習いたい」と言い、その付き添いでついて行ったきっかけで自身も習うようになった[4]。
- 「けいおん!」のファンで、唯と梓のストラップを携帯に付けている。[要出典]
- 声優では竹達彩奈のファン[8]。
- 好きなラジオ番組は伊集院光 深夜の馬鹿力[9]。

## 作品リスト

### 連載
- 華麗なる食卓（『週刊ヤングジャンプ』2001年7号 - 2013年2号、単行本全49巻）
- 妖怪少女 -モンスガ-（『週刊ヤングジャンプ』2014年14号 - 2017年30号、単行本全14巻）※「ふなつかずき」名義
- すんどめ!!ミルキーウェイ（『グランドジャンプ』2016年13号 - 2019年24号、単行本全9巻）※「ふなつかずき」名義
  - すんどめ!!ミルキーウェイ ANOTHER END（『増刊グランドジャンプむちゃ』2020年3月号 - 2021年1月号、単行本全1巻）※「ふなつかずき」名義
- 土下座で頼んでみた（『ComicWalker』、単行本2巻）※「ふなつかずき」名義
- 瞬きより迅く!!（『ウルトラジャンプ』2020年4月号 - 2025年3月号[10]、単行本全12巻、全61話）※「ふなつかずき」名義
- 釣って食べたいギャル澤さん（『グランドジャンプ』2024年14号 - 連載中、単行本既刊3巻）※「ふなつかずき」名義

### 読切・短編
- 漆黒のレムネア（『増刊ヤングジャンプ漫革』1998年vol.15）※デビュー作
- 能曲鬼切 操扇狂（『増刊ヤングジャンプ漫革』1999年vol.16）
- 特別害虫駆除センターFUJIWARA（『増刊ヤングジャンプ漫革』1999年vol.17）
- 黄金の食卓〜カレーの王子様〜（『別冊ヤングジャンプ』1999年12月15日号）
- 黄金の食卓（『週刊ヤングジャンプ』2000年19号 - 同年21号）
- 華麗なる食卓（『別冊ヤングジャンプ』2001年8月15日号）
- 華麗なる食卓（『増刊ヤングジャンプ漫革』2002年vol.27、2003年vol.36、2005年vol.45、2006年vol.54、2007年vol.61）
- 秋葉原ダイナマイト（『ヤングジャンプ増刊 シゴト魂』、2005年）（原作：山本一席）
- 華麗なる食卓（『月刊ヤングジャンプ』2008年6月号）
- AGEHA DESTROY（『月刊ヤングジャンプ』You / 2008年7月号、May / 同年11月号、Sara / 2009年2月号）◇
- オレとなのかのゆがんだ恋愛（『月刊ヤングジャンプ』2009年6月号）◇
- 流刑島 （『ミラクルジャンプ』2011年1号 - 同年4号）
- もももけmini（週刊ヤングジャンプ増刊『アオハル sweet』、2012年）※「ふなつかずき」名義 ◇
- もももけminiの2（週刊ヤングジャンプ増刊『アオハル bitter』、2012年）※「ふなつかずき」名義 ◇
- もももけSUPER（『週刊ヤングジャンプ』2012年28号）※「ふなつかずき」名義 ◇
- 妖怪少女 -モンスガ- 出張版！（『ジャンプSQ. 』2015年5月号）　◇
- みんなあげちゃう♡sequel（『グランドジャンプ』2018年No.19、原案：弓月光）※「ふなつかずき」名義 ◇
- なにつくるんですか？椋さん（『グランドジャンプ』2022年No.2）※「ふなつかずき」名義
- つりけん！〜武蔵山大学釣理研究会〜（『グランドジャンプ』2022年No.19[11]）※「ふなつかずき」名義

◇印は『ふなつかずき短編集 PIATTO UNICO』に収録

### イラスト
- ソーシャルゲーム『必殺仕事人〜お仕置きコレクション〜』（Mobage）、仕事人カード「メイドカレー屋店員 坂庭くみん」（表・裏）[8] - イラスト
- 土下座で（本番まで）頼んでみた（著：ほんじょう山羊/2018年6月18日/美少女文庫/ISBN 978-4-8296-6435-3） - 原作・イラスト
- 異世界でも土下座で（子作りまで）頼んでみた（著：ほんじょう山羊/2018年11月16日/美少女文庫/ISBN 978-4-8296-6448-3） - 原作・イラスト

### その他
- 2012年、1月9日東京都渋谷（HORIPRO G☆SQUAREカフェ）に自身がプロデュースした『華麗なる食卓』カレーショップがオープンし[12][13]。同店は同年6月30日まで営業した[14]。
- 2012年7月13日から9月14日までWebラジオ番組『アキバ発!! カレーの秘密の部活動』にパーソナリティとして出演した[15]。

## 師匠
- 高橋幸慈[16]

## アシスタント
- 神崎裕也[17]
- 吉沢緑時[18]
- 菊一もんじ
- 鶴山ミト[19]
- 青鹿ユウ[20]
- さいがりゅう（伊藤和史）[21]
- 出端祐大[22]